# Людина розумна найстаріша
Людина Ідалту (Homo sapiens idaltu) — один з найдавніших представників людей сучасного виду, знайдений на території Ефіопії (формація Борі, місцезнаходження Херто). «Ідалту» афарською мовою означає «старший, найстаріший». Приблизний вік знахідки — 160 тис. років. Відкриття було зроблено в 1997 р. групою палеонтологів з Каліфорнійського університету під керівництвом Тіма Вайта і опубліковано в 2003 р.
Можливо, цей підвид, що мав низку архаїчних краніологічних ознак, був безпосереднім предком сучасного підвиду Homo sapiens sapiens.

## Відкриття

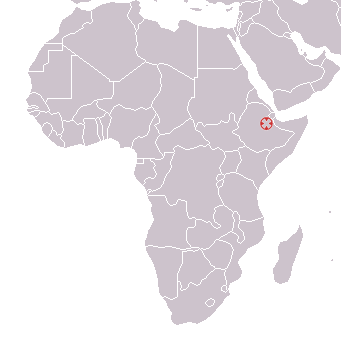
Місце відкриття

Змита водою область Ефіопії близько 140 миль на північний схід від столиці — одна зі всесвітніх найбагатших мисливських земель для палеонтологів. Міжнародна команда від Університету Каліфорнії проводила дослідження на чолі з Джорджем Берклі, якому вдалось знайти :  три черепи (череп з особою чоловіка 30-35 років EL-VP-16/1; фрагменти черепа дорослої EL-VP-16/2;череп дитини 6-7 років EL-VP-16/5), 5 фрагментів тім'яних кісток, 2 ізольованих зуба. Всього 10 індивідів (черепи знайдено в 200 метрах один від іншого) датування яких від 160 000 років тому — 40 000 роками раніше, ніж попередні найстаріші залишки Homo sapiens.

## Археологічні знахідки
Розміри  чоловічого черепа дуже великі, масивність більша, ніж у сучасної людини. Кістки склепіння товсті. Звід відносно довгий, вузький і високий. Стінки черепа вертикальні, слабо розбіжні нагору, найбільша ширина черепа розташована високо. Звід округлий у поздовжньому і поперечному напрямках. Ширина лобової кістки дуже маленька, навіть менша, ніж у синантропів. Мозок потужністю близько 1450 куб.см. трохи більше сучасної людини в середньому між 1350 і 1400 куб. см. Лоб порівняно вертикальний і опуклий, з помірковано розвиненими лобовими буграми. Надбрівний рельєф архаїчний: надбрівні валики потужні, відокремлені від луски лобової кістки; валики слабо зігнуті у вигляді двох дуг. Лобові пазухи дуже великі. Очниці маленькі, низькі, майже прямокутні (нетипово для гомінідів, які жили до 35-40 тис. р. до н. е.). Відстань очей дуже широка. Носові кістки високі, вузькі, майже прямі, орієнтовані вертикально. Носовий отвір широкий  і низький, майже квадратний. Вилична кістка коротка, але висока, з величезним лобовим відростком. Верхньощелепна вирізка дуже глибока. Верхня щелепа вкрай висока. Ширина альвеолярної дуги більше, ніж у синантропів, як у пре-палеоантропів, майже досягає індивідуального максимуму сучасної людини. Форма альвеолярної дуги сучасна.
Череп EL-VP-16/2 більший, ніж череп чоловіка. Потилиця виступає, рельєф потилиці дуже сильний.
Череп дитини  має вигляд цілком сучасний. Звід опуклий, найбільша ширина черепа припадає на тім'яні горби, лоб виступає вперед. Немає надбрівного рельєфу. Потилиця сильно виступає. Обличчя було маленьке. Очниці високі, майже квадратні. Відстань очей широка. Носові кістки порівняно широкі та короткі. Лобовий відросток виличної кістки великий. Кликова ямка добре виражена.

## Інтернет-ресурси
- Homo sapiens на 65000 років старший ніж раніше вважали [Архівовано 2 квітня 2015 у Wayback Machine.]
- В Эфиопии найдены самые древние черепа прямых предков Homo sapiens [Архівовано 23 червня 2012 у Wayback Machine.]
- Всё о местонахождении Херто, где найдены останки Homo sapiens idaltu [Архівовано 29 серпня 2012 у Wayback Machine.]
- 160,000-year-old fossilized skulls uncovered in Ethiopia are oldest anatomically modern humans [Архівовано 14 червня 2020 у Wayback Machine.], Robert Sanders, UC Berkeley, 11 June 2003.
- Missing link in human evolution found in Africa [Архівовано 23 листопада 2010 у Wayback Machine.] (abc.net.au 12 June 2003)
- Oldest Homo sapiens Fossils Found, Experts Say (National Geographic News) [Архівовано 10 жовтня 2012 у Wayback Machine.]
- Chris Stringer (Natural History Museum) Human origins [Архівовано 3 серпня 2012 у Wayback Machine.]; new fossil human finds in Ethiopia. 12 June 2003
- BBC report and image of the reconstructed skull discovered at Herto [Архівовано 4 травня 2009 у Wayback Machine.]